# Răzvan Lucescu
Răzvan Lucescu (Bucareste, 17 de fevereiro de 1969) é um treinador de futebol e ex-futebolista romeno que atuava como goleiro. Atualmente é treinador do PAOK.

## Carreira como jogador
Filho do também treinador Mircea Lucescu, Razvan foi revelado pelas categorias de base do Corvinul Hunedoara. Jogou também no Sportul Studenţesc, foi para a Itália, onde defendeu o Crema Calcio. Retornou ao seu país em 1993, para atuar novamente pelo Sportul Studenţesc. Jogou ainda no Naţional, também de Bucareste, durante 1 ano, retorna outra vez ao Sportul Studenţesc em 1997 e, na temporada seguinte, volta a defender o Naţional. 
Em 1999, vai para o Braşov, jogando 13 partidas em 1 temporada. Assina com o Rapid Bucareste no ano seguinte, participando em 26 jogos. Defenderia o Bacău entre 2001 e 2002. até retornar ao Rapid, onde encerraria a carreira como jogador aos 34 anos, conquistando o Campeonato Romeno de 2002-03.

## Carreira de treinador

### Brasov e Romenia
Pouco depois de se aposentar, estreou na nova função de treinador de futebol no Braşov. Após treinar o Rapid e novamente o Braşov, comandou a Seleção da Romênia, onde se demitiu para voltar a comandar o Rapid. onde esteve na temporada 2011-12. em maio de 2012, acertou com o El-Jaish do Qatar.

### Petrolul
Em março de 2014, assinou com o Petrolul Ploieşti, sucedendo Cosmin Contra. Apesar de ter levado a equipe às semifinais da Copa da Romênia, ficou apenas 6 meses no cargo. 

### Xanthi
Porém, voltaria à ativa logo em seguida, sendo contratado pelo Skoda Xanthi.

### PAOK
Em 2017, assinou com o PAOK. No clube foi campeão da Copa da Grécia em 2018.

### Al-Hilal
Em 2019, assinou com o Al-Hilal. Conquistando importantes títulos. Deixou o clube no início de 2021.

### PAOK
Em 2021, assinou com o PAOK. Retornando ao clube grego.

## Títulos
Rapid Bucareste
- Campeonato Romeno: 2002–03 (como jogador)
- Copa da Romênia: 2005–06, 2006–07 (como treinador)

Braşov
- Segunda Divisão Romena: 2007–08

El-Jaish
- Qatari Stars Cup: 2012–13

PAOK
- Campeonato Grego: 2018–19 e 2023–24
- Copa da Grécia: 2017–18, 2018–19

Al-Hilal
- Liga dos Campeões da AFC: 2019
- Campeonato Saudita: 2019–20